# Hans Georg Asam

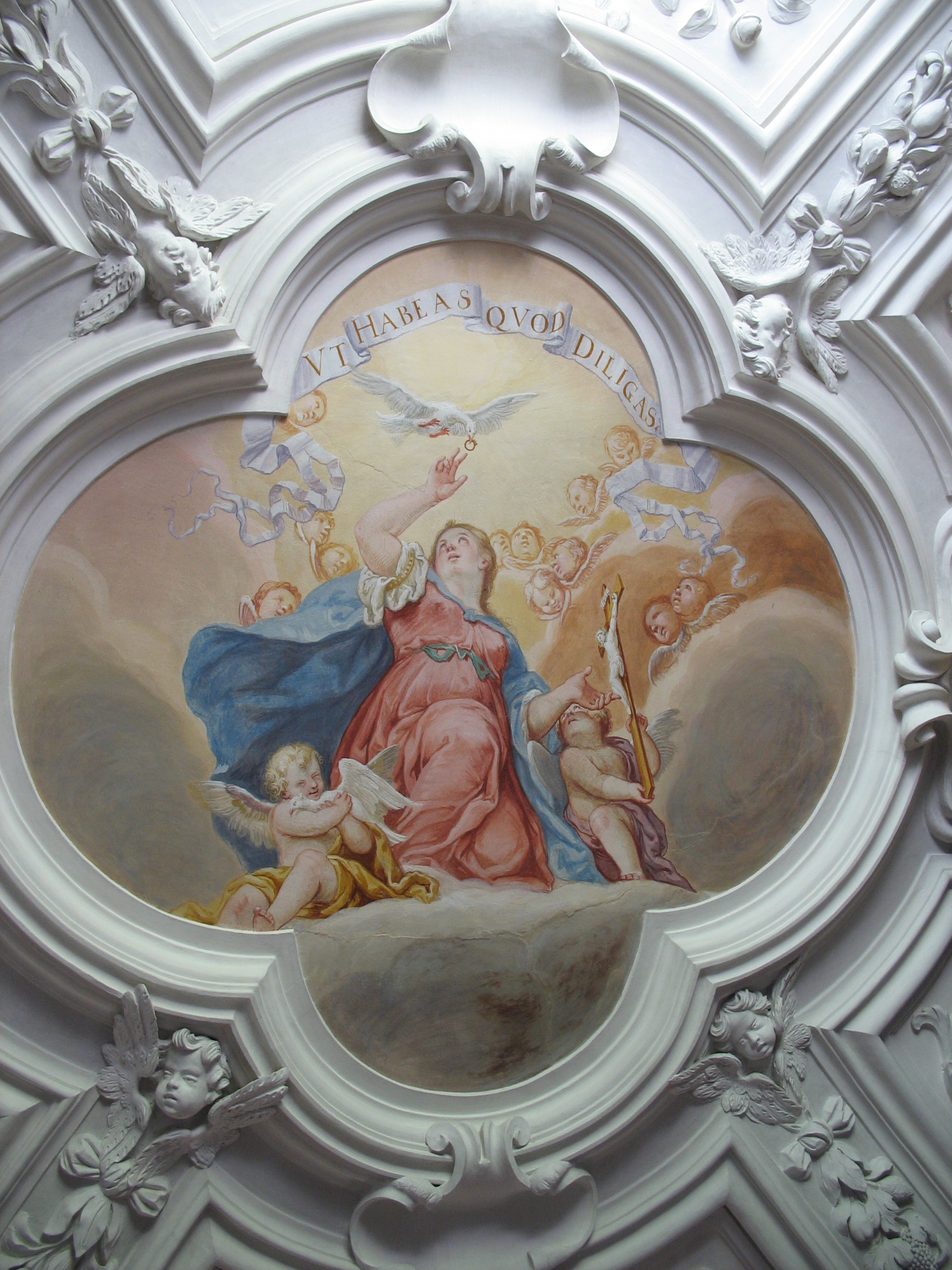
Hans Georg Asam, fresk na sklepieniu klasztoru Benedyktynów

Hans Georg Asam (ur. 12 października 1649 w Rott, zm. 7 marca 1711 w Sulzbach) – niemiecki malarz, ojciec Cosmy Damiana i Egida Quirina. Uznawany za prekursora malarstwa sklepień w Bawarii. Od roku 1681 był aktywny jako malarz freskow i sztukator. W latach 1681–1688 namalował freski z przedstawieniami sądu ostatecznego w kościele klasztornym w Benediktbeuern, które jako jedyne, obok fresków w kościele klasztornym w Tegernesee z lat 1689–1694, zachowały się. Freski na zamku Helfenberg w Górnym Palatynacie z 1700–1707, zawierające biblijne i mitologiczne tematy, tak samo jak liczne przykłady malarstwa tablicowego dla kościołów w Rottach-Egern i Gmund am Tegernsee, są wspominane jedynie w pismach. Wielofigurowe kompozycje, postaci w skrótach perspektywicznych i żywa kolorystyka kompozycji wskazują na wpływy rzymskiego malarstwa barokowego takich malarzy jak Andrea del Pozzo.